# Refrito de ajo
Refrito de ajo, sencilla salsa típica de la cocina mediterránea que se prepara con una mixtura de ajo, aceite de oliva, vinagre y pimienta de Cayena. Esta salsa es muy apropiada para acompañar pescados asados o cocidos a la plancha, para esto basta con volcarla tibia sobre los pescados ya cocinados.

## Características
La proporción entre el aceite de oliva y el vinagre es de una parte del primero cada dos partes del segundo. En la preparación se pone en una sartén una cantidad de aceite de oliva suficiente como para dorar, utilizando fuego moderado, los ajos cuyos "dientes" han sido previamente pelados, se les ha quitado el centro verdoso y se han cortado en rebanadas de ancho mediano (unos 3 a 5 mm); luego se añade con cuidado el vinagre de vino, tal cuidado hace muy conveniente que se retire momentáneamente del fuego la sartén con el aceite y los ajos, esto enfría la preparación lo suficiente como para que al añadírsele el vinagre no se produzcan salpicaduras hirivientes. Cuando los ajos están bien dorados se quita la sartén del fuego y se espolvorea con la pimienta de Cayena revolviendo todo.